# In Habeter

In Habeter, aussi orthographié Ein Habetter est un site archéologique du Fezzan, en Libye, proche du Tadrart Acacus. Il compte de nombreux témoignages d'art rupestre de la période du « Sahara vert », allant du Paléolithique jusqu'au Néolithique. Les représentations incluent la faune africaine (buffle, crocodile, hippopotame…) et des scènes comportant des humains.

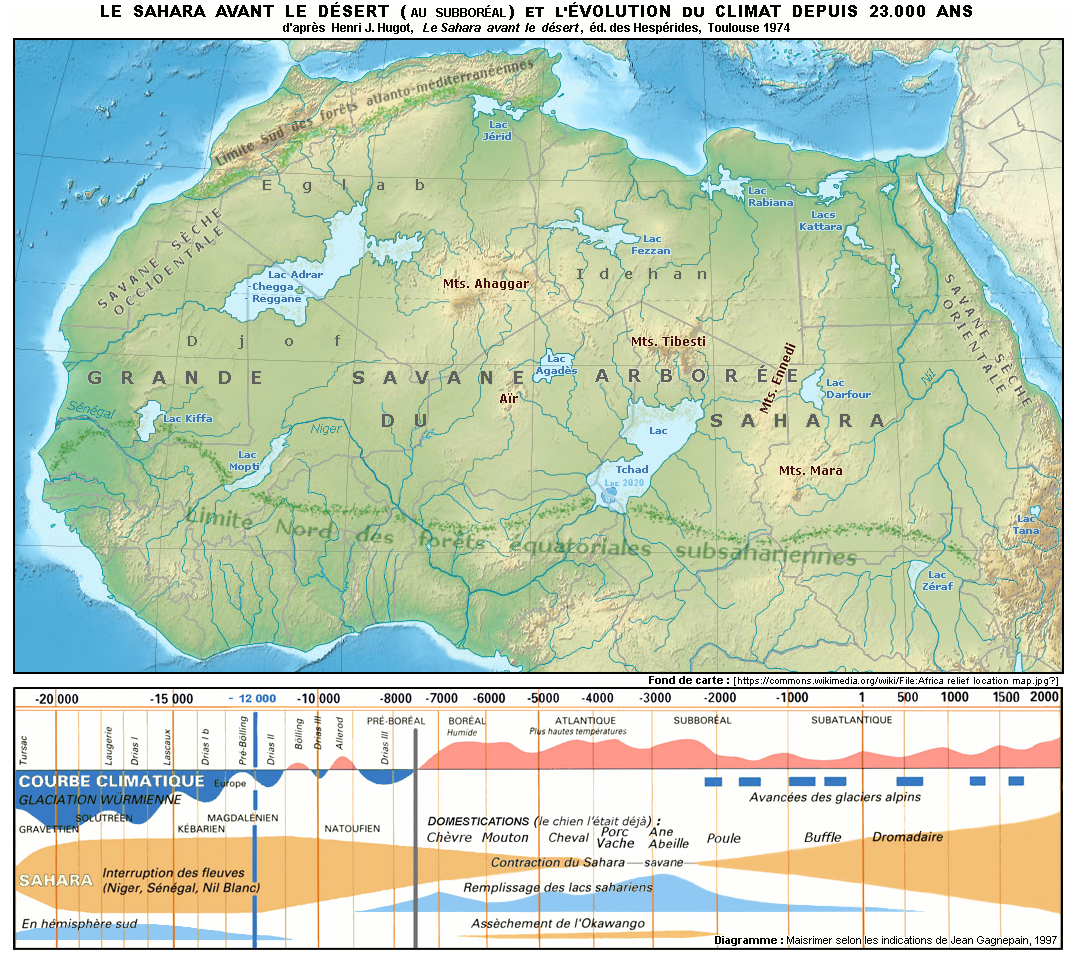
Le « Sahara vert » vers 7500 : la végétation était de type savane arborée et la faune, attestée par les restes fossiles et l'art rupestre, comprenait des autruches, des gazelles, des girafes, des rhinocéros, des éléphants, des hippopotames, des crocodiles…

## Description
Le lion y est représenté la face tournée vers l'observateur et non de profil. En effet, des légendes lui attribuent des pouvoirs magiques liés à son regard. De telles représentations du Paléolithique supérieur se retrouvent à Jacou, dans l'Atlas saharien, mais également dans la grotte des Trois-Frères, en France.